# Consorti dei sovrani di Baden
Il Baden era uno stato del Sacro Romano Impero e successivamente uno degli stati tedeschi lungo la frontiera con la Francia principalmente composto di territorio lungo la riva destra del Reno di fronte all'Alsazia e al Palatinato.

## Margravie di Baden (incompleta)
| Immagine | Nome                  | Padre                                                | Nascita        | Matrimonio      | Diventò Margravia                   | Cessò di essere Margravia        | Morte                      | Consorte    |
| -------- | --------------------- | ---------------------------------------------------- | -------------- | --------------- | ----------------------------------- | -------------------------------- | -------------------------- | ----------- |
|          | Giuditta di Hohenberg | -                                                    | prima del 1085 | -               | 27 aprile 1112 Creazione del Titolo | 7 ottobre 1121                   | 7 ottobre 1121             | Ermanno II  |
|          | Berta di Lorena       | Simone I, duca di Lorena (Metz)                      | 1116           | prima del 1134  | prima del 1134                      | dopo il 1141 repudiata           | 1134, 1148, o dopo il 1162 | Ermanno III |
|          | Maria di Boemia       | Soběslav I, duca di Bohemia (Přemislidi)             | 1124/25        | dopo il 1141    | dopo il 1141                        | 16 gennaio 1160 morte del marito | 1160                       | Ermanno III |
|          | Berta di Tubinga      | Luigi, conte palatino di Tubinga (Casato di Tubinga) | 1116           | intorno al 1162 | intorno al 1162                     | 24 febbraio 1169                 | 24 febbraio 1169           | Ermanno IV  |

## Baden diviso

### Margravie di Baden-Baden, 1190–1335
| Immagine | Nome                                       | Padre                                               | Nascita | Matrimonio                 | Diventò Margravia                  | Cessò di essere Margravia                          | Morte                              | Consorte     |
| -------- | ------------------------------------------ | --------------------------------------------------- | ------- | -------------------------- | ---------------------------------- | -------------------------------------------------- | ---------------------------------- | ------------ |
|          | Irmingarda del Palatinato                  | Enrico V, Conte Palatino del Reno (Welf)            | 1200    | 1217                       | 1217                               | 16 gennaio 1243 morte del marito                   | 24 febbraio 1260                   | Ermanno V    |
|          | Gertrude d'Austria                         | Enrico d'Austria, Duca di Mödling (Babenberg)       | 1226    | metà del 1248              | metà del 1248                      | 4 ottobre 1250 morte del marito                    | 24 aprile 1288                     | Ermanno VI   |
|          | Cunegonda di Eberstein                     | Ottone I, Conte di Eberstein (Eberstein)            | 1230    | prima del 20 maggio 1257   | prima del 20 maggio 1257           | 24 aprile 1288                                     | 24 aprile 1288                     | Rodolfo I    |
|          | Agnese di Truhendingen                     | Federico V, Conte di Truhendingen                   | -       | prima del 6 ottobre 1278   | 19 novembre 1288 ascesa del marito | 12 luglio 1291 morte del marito                    | 15 marzo, dopo il 1309             | Herman VII   |
|          | Adelaide di Ochsenstein                    | Ottone III, Conte di Ochsenstein                    | -       | 2 maggio 1285              | 19 novembre 1288 ascesa del marito | 15 luglio 1291 o 14 febbraio 1295 morte del marito | 17 maggio 1314                     | Rodolfo II   |
|          | Clara di Klingen                           | Walter, Conte di Klingen                            | -       | prima di 5 gennaio 1278    | 19 novembre 1288 ascesa del marito | prima del 10 giugno 1291                           | prima del 10 giugno 1291           | Hesso        |
|          | Irmingarda di Württemberg                  | Ulrico I, Conte di Württemberg (Württemberg)        | 1261/64 | -                          | -                                  | prima dek 1295                                     | prima dek 1295                     | Hesso        |
|          | Adelaide di Rieneck                        | Gerardo IV, Conte di Rieneck (Rieneck)              | -       | -                          | -                                  | 14 febbraio 1296/97 morte del marito               | 1299                               | Hesso        |
|          | Jutta di Strasburgo                        | Bertoldo II, Conte di Strasburgo                    | -       | prima del marzo 1306       | prima del marzo 1306               | 27 March 1327                                      | 27 March 1327                      | Rodolfo III  |
|          | Giovanna di Borgogna, Signora di Héricourt | Reginaldo di Borgogna, Conte di Montbéliard (Ivrea) | -       | prima del 23 febbraio 1326 | prima del 23 febbraio 1326         | 17 agosto 1335 morte del marito                    | 26 agosto 1347 o 11 settembre 1349 | Rudolf Hesso |

### Margravie di Baden-Hachberg, 1190–1418 (incompleta)
| Immagine | Nome                      | Padre                                         | Nascita | Matrimonio    | Diventò Margravia | Cessò di essere Margravia        | Morte            | Consorte   |
| -------- | ------------------------- | --------------------------------------------- | ------- | ------------- | ----------------- | -------------------------------- | ---------------- | ---------- |
|          | Irmingarda del Palatinato | Enrico V, Conte Palatino del Reno (Welf)      | 1200    | 1217          | 1217              | 16 gennaio 1243 morte del marito | 24 febbraio 1260 | Ermanno V  |
|          | Gertrude d'Austria        | Enrico d'Austria, Duca di Mödling (Babenberg) | 1226    | metà del 1248 | metà del 1248     | 4 ottobre 1250 morte del marito  | 24 aprile 1288   | Ermanno VI |

### Margravie di Baden-Sausenberg, 1290–1503
| Immagine | Nome                           | Padre                                         | Nascita | Matrimonio                        | Diventò Margravia                 | Cessò di essere Margravia                  | Morte                   | Consorte    |
| -------- | ------------------------------ | --------------------------------------------- | ------- | --------------------------------- | --------------------------------- | ------------------------------------------ | ----------------------- | ----------- |
|          | Agnese di Rötteln              | Ottone, Signore di Rothelin                   | -       | -                                 | 1306 ascesa del marito            | prima del 10 gennaio 1314 morte del marito | -                       | Rodolfo I   |
|          | Caterina di Thierstein         | Walram II, Conte di Thierstein                | -       | prima dell'11 settembre 1343      | prima dell'11 settembre 1343      | 5 marzo/14 novembre 1353 morte del marito  | 21 marzo 1385           | Rodolfo II  |
|          | Adelaide di Lichtenberg        | Sigmunt von Lichtenberg, Conte di Strasburgo  | 1353    | prima del 2 agosto 1373           | prima del 2 agosto 1373           | 1379                                       | 1379                    | Rodolfo III |
|          | Anna di Freiburg               | Egino III, Conte di Freiburg                  | 1374    | prima dell'11 maggio 1384         | prima dell'11 maggio 1384         | 8 febbraio 1428 morte del marito           | dopo il 25 ottobre 1427 | Rodolfo III |
|          | Elisabetta di Montfort-Bregenz | Guglielmo V, Conte di Montfort (Montfort)     | -       | 17 agosto 1422 o 23 febbraio 1424 | 17 agosto 1422 o 23 febbraio 1424 | 1441 deposizione del marito                | 4 giugno 1458           | Guglielmo   |
|          | Margherita di Vienne           | Guillaume de Vienne, Signore di Saint-Georges | -       | 3 agosto 1449                     | 3 agosto 1449                     | dopo il 1477                               | dopo il 1477            | Rodolfo IV  |
|          | Maria di Savoia                | Amedeo IX, Duca di Savoia (Savoia)            | 1459    | ottobre 1478                      | 12 aprile 1487 ascesa del marito  | 9 settembre 1503 morte del marito          | 27 novembre 1511        | Filippo     |

### Margravie di Baden-Eberstein, 1291–1353
| Immagine | Nome                    | Padre                                       | Nascita | Matrimonio                | Diventò Margravia         | Cessò di essere Margravia       | Morte                        | Consorte    |
| -------- | ----------------------- | ------------------------------------------- | ------- | ------------------------- | ------------------------- | ------------------------------- | ---------------------------- | ----------- |
|          | Agnese di Weinsberg     | Corrado III, Conte di Weinsberg (Weinsberg) | -       | prima del 16 ottobre 1312 | prima del 16 ottobre 1312 | 3 maggio 1320                   | 3 maggio 1320                | Federico II |
|          | Margherita di Vaihingen | Corrado IV, Conte di Vaihingen (Vaihingen   | -       | dopo il 26 ottobre 1324   | dopo il 26 ottobre 1324   | 22 giugno 1333 morte del marito | 1348                         | Federico II |
|          | Matilde di Vaihingen    | Corrado VI, Conte di Vaihingen (Vaihingen)  | -       | prima del 23 giugno 1341  | prima del 23 giugno 1341  | 13 aprile 1353 morte del marito | 5 maggio 1368/24 aprile 1381 | Ermanno IX  |

### Margravie di Baden-Pforzheim, 1291–1361
| Immagine | Nome                    | Padre                                      | Nascita | Matrimonio                 | Diventò Margravia                | Cessò di essere Margravia       | Morte                        | Consorte   |
| -------- | ----------------------- | ------------------------------------------ | ------- | -------------------------- | -------------------------------- | ------------------------------- | ---------------------------- | ---------- |
|          | Liutgarda di Bolanden   | Filippo V, Signore di Bolanden (Bolanden)  | -       | prima del 28 febbraio 1318 | prima del 28 febbraio 1318       | 18 marzo 1324/25                | 18 marzo 1324/25             | Rodolfo IV |
|          | Maria di Oettingen      | Federico I, Conte di Oettingen (Oettingen) | -       | prima del 18 febbraio 1326 | prima del 18 febbraio 1326       | 25 giugno 1348 morte del marito | 10 giugno 1369               | Rodolfo IV |
|          | Adelaide di Baden-Baden | Rudolf Hesso di Baden-Baden (Zähringen)    | -       | prima del 26 agosto 1347   | 25 giugno 1348 ascesa del marito | 1361 morte del marito           | luglio 1370/31 dicembre 1373 | Rodolfo V  |

### Margravie di Baden-Baden, 1348–1588
| Immagine | Nome                           | Padre                                                  | Nascita        | Matrimonio              | Diventò Margravia                  | Cessò di essere Margravia         | Morte                          | Consorte     |
| -------- | ------------------------------ | ------------------------------------------------------ | -------------- | ----------------------- | ---------------------------------- | --------------------------------- | ------------------------------ | ------------ |
|          | Margherita di Baden-Baden      | Rudolf Hesso, Margravio di Baden-Baden (Zähringen)     | -              | dopo il 26 gennaio 1345 | 1348 ascesa del marito             | 2 settembre 1353 morte del marito | 1 settembre 1367               | Federico III |
|          | Matilde di Sponheim            | Giovanni III, Conte di Sponheim (Sponheim)             | -              | 13 luglio 1364          | 13 luglio 1364                     | 21 marzo 1372 morte del marito    | 1 novembre 1410                | Rodolfo VI   |
|          | Margherita di Hohenberg        | Rodolfo III, Conte di Hohenberg (Hohenzollern)         | -              | 1 settembre 1384        | 1 settembre 1384                   | 1393 divorzio                     | 26 febbraio 1419               | Bernardo I   |
|          | Anna di Oettingen              | Luigi XI, Conte di Oettingen (Oettingen)               | 1380           | 15 settembre 1397       | 15 settembre 1397                  | 5 aprile 1431 morte del marito    | 9 novembre 1436/22 luglio 1442 | Bernardo I   |
|          | Caterina di Lorena             | Carlo II, Duca di Lorena (Ardennes-Metz)               | 1407           | 25 luglio 1422          | 5 aprile 1431 ascesa del marito    | 1 marzo 1439                      | 1 marzo 1439                   | Giacomo I    |
|          | Caterina d'Austria             | Ernesto, Duca d'Austria (Asburgo)                      | 1423           | 1 luglio 1447           | 13 ottobre 1453 ascesa del marito  | 24 febbraio 1475 morte del marito | 11 settembre 1493              | Carlo I      |
|          | Ottilia di Katzenelnbogen      | Filippo von Katzenelnbogen il Giovane (Katzenelnbogen) | 1451           | 19 dicembre 1468        | 24 febbraio 1475 ascesa del marito | 15 agosto 1517                    | 15 agosto 1517                 | Cristoforo I |
|          | Francesca di Lussemburgo-Ligny | Carlo di Lussemburgo, Conte di Ligny (Lussemburgo)     | -              | 1535                    | 1535                               | 29 giugno 1536 morte del marito   | 17 giugno 1566                 | Bernardo III |
|          | Matilde di Baviera             | Guglielmo IV, Duca di Baviera (Wittelsbach)            | 12 luglio 1532 | 17 gennaio 1557         | 17 gennaio 1557                    | 2 novembre 1565                   | 2 novembre 1565                | Filiberto    |

### Margravie di Baden-Durlach, 1515–1771
| Immagine | Nome                                                   | Padre                                                                | Nascita           | Matrimonio                  | Diventò Margravia                  | Cessò di essere Margravia              | Morte            | Consorte            |
| -------- | ------------------------------------------------------ | -------------------------------------------------------------------- | ----------------- | --------------------------- | ---------------------------------- | -------------------------------------- | ---------------- | ------------------- |
|          | Elisabetta di Brandenburgo-Ansbach-Kulmbach            | Federico I, Margravio di Brandenburgo-Ansbach (Hohenzollern)         | 25 marzo 1494     | 29 settembre/7 ottobre 1510 | 1 agosto 1515 ascesa del marito    | 31 maggio 1518                         | 31 maggio 1518   | Ernesto             |
|          | Cunegonda di Brandenburgo-Kulmbach                     | Casimiro, Margravio di Brandenburgo-Bayreuth (Hohenzollern)          | 17 giugno 1523    | 10 marzo 1551               | 6 febbraio 1553 ascesa del marito  | 27 febbraio 1558                       | 27 febbraio 1558 | Carlo II            |
|          | Anna del Palatinato-Veldenz                            | Roberto, Conte Palatino di Veldenz (Wittelsbach)                     | 12 novembre 1540  | 1 agosto 1558               | 1 agosto 1558                      | 23 marzo 1577 morte del marito         | 30 marzo 1586    | Carlo II            |
|          | Anna della Frisia orientale                            | Edzardo II, Conte della Frisia orientale (Cirksena)                  | 26 giugno 1562    | 21 dicembre 1585            | 21 dicembre 1585                   | 14 aprile 1604 morte del marito        | 21 aprile 1621   | Ernesto Federico    |
|          | Giuliana Ursula di Salm-Neufville                      | Frederico, Wilgravio e Renegravio di Salm-Neufville (Salm-Neufville) | 28 settembre 1572 | 2 settembre 1592            | 14 aprile 1604 ascesa del marito   | 30 aprile 1614                         | 30 aprile 1614   | Giorgio Federico    |
|          | Agata di Erbach                                        | Giorgio III, Conte di Erbach (Erbach)                                | 16 maggio 1581    | 21/23 ottobre 1614          | 21/23 ottobre 1614                 | 30 aprile 1621                         | 30 aprile 1621   | Giorgio Federico    |
|          | Barbara di Württemberg                                 | Federico I, Duca di Württemberg (Württemberg)                        | 4 dicembre 1593   | 21 dicembre 1616            | 22 aprile 1622 ascesa del marito   | 8 maggio 1627                          | 8 maggio 1627    | Frederick V         |
|          | Eleonora di Solms-Laubach                              | Alberto Ottone I, Conte di Solms-Laubach (Solms-Laubach)             | 9 settembre 1605  | 8 ottobre 1627              | 8 ottobre 1627                     | 6 luglio 1633                          | 6 luglio 1633    | Frederick V         |
|          | Maria Elisabetta di Waldeck-Eisenberg                  | Wolrad IV, Conte di Waldeck-Eisenberg (Waldeck-Eisenberg)            | 2 settembre 1608  | 21 gennaio 1634             | 21 gennaio 1634                    | 19 febbraio 1643                       | 19 febbraio 1643 | Frederick V         |
|          | Anna Maria di Hohen-Geroldseck                         | Jacob, Conte di Hohen-Geroldseck (Hohengeroldseck)                   | 28 ottobre 1593   | 13 febbraio 1644            | 13 febbraio 1644                   | 25 maggio 1649                         | 25 maggio 1649   | Frederick V         |
|          | Elisabetta Eusebia di Fürstenberg                      | Cristoforo II, Conte di Fürstenberg (Fürstenberg)                    | -                 | 20 maggio 1650              | 20 maggio 1650                     | 8 settembre 1659 morte del marito      | 8 giugno 1676    | Frederick V         |
|          | Cristina Maddalena del Palatinato-Zweibrücken-Kleeburg | Giovanni Casimiro, Conte Palatino di Kleeburg (Wittelsbach)          | 15 maggio 1616    | 30 novembre 1642            | 8 settembre 1659 ascesa del marito | 4 agosto 1662                          | 4 agosto 1662    | Federico VI         |
|          | Augusta Maria di Holstein-Gottorp                      | Federico III, Duca di Holstein-Gottorp (Holstein-Gottorp)            | 6 febbraio 1649   | 15 maggio 1670              | 10 gennaio 1677 ascesa del marito  | 25 giugno 1709 morte del marito        | 25 aprile 1728   | Federico VII Magnus |
|          | Maddalena Guglielmina di Württemberg                   | Guglielmo Ludovico, Duca di Württemberg (Württemberg)                | 7 novembre 1677   | 27 giugno 1697              | 25 giugno 1709 ascesa del marito   | 12 maggio 1738 morte del marito        | 30 October 1742  | Carlo III Guglielmo |
|          | Carolina Luisa d'Assia-Darmstadt                       | Luigi VIII, Langravio d'Assia-Darmstadt (Assia-Darmstadt)            | 11 luglio 1723    | 28 gennaio 1751             | 28 gennaio 1751                    | 21 ottobre 1771 Unificazione del Baden | 8 aprile 1783    | Carlo Federico      |

### Margravie di Baden-Sponheim, 1515–1533
| Immagine | Nome                      | Padre                                    | Nascita          | Matrimonio     | Diventò Margravia      | Cessò di essere Margravia | Morte          | Consorte  |
| -------- | ------------------------- | ---------------------------------------- | ---------------- | -------------- | ---------------------- | ------------------------- | -------------- | --------- |
|          | Elisabetta del Palatinato | Filippo, Elettore Palatino (Wittelsbach) | 16 novembre 1483 | 3 gennaio 1503 | 1515 ascesa del marito | 24 giugno 1522            | 24 giugno 1522 | Filippo I |

### Margravie di Baden-Rodemachern, 1536–1596
| Immagine | Nome              | Padre                                  | Nascita          | Matrimonio     | Diventò Margravia | Cessò di essere Margravia        | Morte           | Consorte          |
| -------- | ----------------- | -------------------------------------- | ---------------- | -------------- | ----------------- | -------------------------------- | --------------- | ----------------- |
|          | Cecilia di Svezia | Gustavo I di Svezia (Vasa)             | 16 novembre 1540 | 18 giugno 1564 | 18 giugno 1564    | 2 agosto 1575 morte del marito   | 27 gennaio 1627 | Cristoforo II     |
|          | Maria van Eicken  | Joost van Eycken, Governatore di Breda | 1571             | 13 marzo 1591  | 13 marzo 1591     | 16 gennaio 1243 morte del marito | 21 aprile 1636  | Edoardo Fortunato |

### Margravie di Baden-Hachberg, 1577–1591
| Immagine | Nome                            | Padre                                | Nascita | Matrimonio       | Diventò Margravia | Cessò di essere Margravia       | Morte         | Consorte    |
| -------- | ------------------------------- | ------------------------------------ | ------- | ---------------- | ----------------- | ------------------------------- | ------------- | ----------- |
|          | Elisabeth di Culemborg-Pallandt | Conte Floris I di Culemborg-Pallandt | 1567    | 6 settembre 1584 | 6 settembre 1584  | 17 agosto 1590 morte del marito | 8 maggio 1620 | Giacomo III |

### Margravie di Baden-Sausenberg, 1577–1604
| Immagine | Nome                              | Padre                                                                | Nascita           | Matrimonio       | Diventò Margravia | Cessò di essere Margravia                         | Morte          | Consorte         |
| -------- | --------------------------------- | -------------------------------------------------------------------- | ----------------- | ---------------- | ----------------- | ------------------------------------------------- | -------------- | ---------------- |
|          | Giuliana Ursula di Salm-Neufville | Frederico, Wilgravio e Renegravio di Salm-Neufville (Salm-Neufville) | 28 settembre 1572 | 2 settembre 1592 | 2 settembre 1592  | 14 aprile 1604 Diventò Margravia di Baden-Durlach | 30 aprile 1614 | Giorgio Federico |

### Margravie di Baden-Rodemachern, 1622–1666
| Immagine | Nome                              | Padre                                                 | Nascita | Matrimonio     | Diventò Margravia | Cessò di essere Margravia       | Morte           | Consorte          |
| -------- | --------------------------------- | ----------------------------------------------------- | ------- | -------------- | ----------------- | ------------------------------- | --------------- | ----------------- |
|          | Antonia Elisabetta di Kriechingen | Cristoforo, Conte di Kriechingen (Kriechingen)        | 1598    | 18 aprile 1627 | 18 aprile 1627    | 12 gennaio 1635                 | 12 gennaio 1635 | Ermanno Fortunato |
|          | Maria Sidonia di Falkenstein      | Filippo Francesco, Conte di Falkenstein (Falkenstein) | 1605    | 1636           | 1636              | 4 gennaio 1665 morte del marito | 1675            | Ermanno Fortunato |

### Margravie di Baden-Baden, 1622–1771
| Immagine | Nome                                      | Padre                                                                         | Nascita          | Matrimonio      | Diventò Margravia                 | Cessò di essere Margravia        | Morte           | Consorte        |
| -------- | ----------------------------------------- | ----------------------------------------------------------------------------- | ---------------- | --------------- | --------------------------------- | -------------------------------- | --------------- | --------------- |
|          | Caterina Ursula di Hohenzollern–Hechingen | Giovanni Giorgio, Principe di Hohenzollern-Hechingen (Hohenzollern–Hechingen) | 1610             | 13 ottobre 1624 | 13 ottobre 1624                   | 2 giugno 1640                    | 2 giugno 1640   | Guglielmo       |
|          | Maria Maddalena di Oettingen-Baldern      | Ernesto I, Conte di Oettingen-Baldern (Oettingen-Baldern)                     | 1619             | 1650            | 1650                              | 22 maggio 1677 morte del marito  | 31 agosto 1688  | Guglielmo       |
|          | Sibilla di Sassonia-Lauenburg             | Giulio Francesco, Duca di Sassonia-Lauenburg (Ascania)                        | 21 gennaio 1675  | 27 marzo 1690   | 27 marzo 1690                     | 4 gennaio 1707 morte del marito  | 10 luglio 1733  | Luigi Guglielmo |
|          | Maria Anna di Schwarzenberg               | Adamo Francesco, Principe di Schwarzenberg (Schwarzenberg)                    | 25 dicembre 1706 | 18 marzo 1721   | 18 marzo 1721                     | 12 gennaio 1755                  | 12 gennaio 1755 | Luigi Giorgio   |
|          | Maria Anna Giuseppa di Baviera            | Carlo VII, Sacro Romano Imperatore (Wittelsbach)                              | 7 agosto 1734    | 20 luglio 1755  | 20 luglio 1755                    | 22 ottobre 1761 morte del marito | 7 maggio 1776   | Luigi Giorgio   |
|          | Maria Vittoria d'Arenberg                 | Leopoldo Filippo, Duca di Arenberg (Arenberg)                                 | 26 ottobre 1714  | 7 dicembre 1735 | 22 ottobre 1761 ascesa del marito | 21 ottobre 1771 morte del marito | 13 aprile 1793  | Augusto Giorgio |

## Margravie di Baden
| Immagine | Nome                             | Padre                                                     | Nascita        | Matrimonio      | Diventò Margravia                      | Cessò di essere Margravia | Morte         | Consorte       |
| -------- | -------------------------------- | --------------------------------------------------------- | -------------- | --------------- | -------------------------------------- | ------------------------- | ------------- | -------------- |
|          | Carolina Luisa d'Assia-Darmstadt | Luigi VIII, Langravio d'Assia-Darmstadt (Assia-Darmstadt) | 11 luglio 1723 | 28 gennaio 1751 | 21 ottobre 1771 Unificazione del Baden | 8 aprile 1783             | 8 aprile 1783 | Carlo Federico |

## Elettrici di Baden
Nessuno

## Granduchesse di Baden
| Immagine | Nome                        | Padre                                                         | Nascita         | Matrimonio        | Diventò Granduchessa                | Cessò di essere Granduchessa            | Morte           | Consorte    |
| -------- | --------------------------- | ------------------------------------------------------------- | --------------- | ----------------- | ----------------------------------- | --------------------------------------- | --------------- | ----------- |
|          | Stefania di Beauharnais     | Claude de Beauharnais, Conte di Roches-Baritaud (Beauharnais) | 28 agosto 1789  | 8 aprile 1806     | 10 giugno 1811 ascesa del marito    | 8 dicembre 1818 morte del marito        | 29 gennaio 1860 | Carlo       |
|          | Sofia Guglielmina di Svezia | Gustavo IV Adolfo di Svezia (Holstein-Gottorp)                | 21 maggio 1801  | 25 luglio 1819    | 30 marzo 1830 ascesa del marito     | 24 aprile 1852 morte del marito         | 6 luglio 1865   | Leopoldo    |
|          | Luisa di Prussia            | Guglielmo I di Germania (Hohenzollern)                        | 3 dicembre 1838 | 20 settembre 1856 | 20 settembre 1856                   | 28 settembre 1907 morte del marito      | 23 aprile 1923  | Federico I  |
|          | Ilda di Lussemburgo         | Adolfo, Granduca di Lussemburgo (Nassau-Weilburg)             | 5 novembre 1864 | 20 settembre 1885 | 28 settembre 1907 ascesa del marito | 22 novembre 1918 abdicazione del marito | 8 febbraio 1952 | Federico II |

### Granduchesse titolari di Baden
| Immagine | Nome                          | Padre                                                                             | Nascita         | Matrimonio        | Diventò Granduchessa Titolare               | Cessò di essere Granduchessa Titolare | Morte           | Consorte                       |
| -------- | ----------------------------- | --------------------------------------------------------------------------------- | --------------- | ----------------- | ------------------------------------------- | ------------------------------------- | --------------- | ------------------------------ |
|          | Ilda di Lussemburgo           | Adolfo, Granduca di Lussemburgo (Nassau-Weilburg)                                 | 5 novembre 1864 | 20 settembre 1885 | 22 novembre 1918 abolizione della monarchia | 8/9 agosto 1928 morte del marito      | 8 febbraio 1952 | Federico II                    |
|          | Maria Luisa di Hannover       | Ernesto Augusto, Principe ereditario di Hannover (Hannover)                       | 11 ottobre 1879 | 10 luglio 1900    | 8/9 agosto 1928 ascesa del marito           | 6 novembre 1929 morte del marito      | 31 January 1948 | Principe Massimiliano di Baden |
|          | Teodora di Grecia e Danimarca | Andrea, Principe di Grecia e Danimarca (Schleswig-Holstein-Sonderburg-Glücksburg) | 13 maggio 1906  | 17 agosto 1931    | 17 agosto 1931                              | 27 ottobre 1963 morte del marito      | 16 ottobre 1969 | Principe Bertoldo di Baden     |
|          | Valeria d'Austria             | Uberto Salvatore, Arciduca d'Austria (Asburgo-Lorena)                             | 23 maggio 1941  | 30 settembre 1966 | 30 settembre 1966                           | IN CARICA                             | -               | Principe Massimiliano di Baden |

## Fonti
- Baden index pag, su genealogy.euweb.cz.
- BADEN, su fmg.ac. URL consultato il 3 ottobre 2014 (archiviato dall'url originale il 27 ottobre 2010).